# M–95 Degman
M–95 Degman egy horvát prototípus harckocsi, melyet a Đuro Đaković specijalna vozila d.d. gyár fejlesztett a horvátországi Bródban. RH-ALAN Degman néven is ismert. A Đuro Đaković gyár leginkább a fő profiljáról, az M-84-es gyártásáról ismert, ami a szovjet T-72-es harckocsi alapján gyártott jugoszláv változata. Az M–95 Degman az M-84 továbbfejlesztett változata.
Az M-84-es fő javulását a reaktív páncélzattal érték el a tornyon, a hajótest elején és az oldalsó szoknyákon, ami nagyobb védelmet nyújt a kumulatív töltetek ellen, valamint el van különítve a lőszeres rekesz a torony hátsó részében, amely megvédi a legénységet, ha a tankot hátulról érné találat.
Đuro Đaković opcionális hőkamerát is kínál, amely fokozza az éjszakai bevetés hatékonyságát és opcionális 1200 LE (890 kW) motort, ami növeli a teljesítmény/tömeg arányt megközelítőleg 27 LE/t-ra. Van több kisebb változás a tűzvezetésben, a kommunikációs eszközökben, a lánctalpon stb. A Degman M-95-nek 15%-kal gyorsabb az automatikus betöltője is mely 8 helyett 9 lőszer percenként.
A Degman M-95-öt még nem adták sorozatgyártásba, de már két prototípust is rendelt a horvát kormány, egy M-95 modellt és egy M-84D mintát (exportra). Đuro Đaković az export változat M-84D-t fogja gyártani (kuvaiti és más potenciális vevők részére), lényegében egy M-84A4 jelentős újításokkal. A kuvaiti hadsereg megerősítette, hogy érdeke a 149 elavult M-84-esek modernizálása az új M-84D-re, valamint további 66 új M-84D beszerzése. A jóval nagyobb M-95-ös modellt a horvát kormány fogja megrendelni.

## Története, gyártás és modernizáció
Az M–95 Degman az idősebb M-91 Vihor tankon alapszik. A Vihor tank prototípusát a Đuro Đaković gyárában tesztelték de az 1991-es hadiállapot miatt sose szállították le a jugoszláv hadseregnek. Đuro Đaković ekkor már a második prototípuson dolgozott (a torony már kész volt) de a hadi állapot miatt a második Vihor prototípus munkálatai 1994-ig álltak, ekkor pedig az új toronnyal készült el.
Eközben az első prototípust is továbbfejlesztették és korszerűsítették. Nagyobb, 1200 lóerős motorral szerelték a magasabb teljesítmény / tömeg arányért. Egy tároló kosarat és lőszeres rekeszt adtak a torony hátsó részhez a lőszerek védelmét növelve. Racal kommunikációs eszközt telepítettek bele a kommunikációs tartományok növelése és a digitális harctér kompatibilitása érdekében. Egy új vegyvédelmi rendszerrel is felszerelték. Az SZ-2000 vegyvédelmi rendszer jobb az M-84-nél korábban alkalmazottnál. Például nukleáris vagy vegyi/biológiai támadás esetén az SZ-2000 leállítja a motorokat és automatikusan szűri a tank levegőjét.
Az optikákat és a tűzvezető rendszert a Fotona szlovén cég fejlesztette és ez már szériafelszerelés az összes horvát és szlovén M-84-es tankon is. A Vihor/M95-ös tank egy új LIRD-4B lézeres bemérés-figyelmeztető rendszert kapott. Egy Fotona/Končar/Đuro Đaković digitális harctéri számítógépet is tettek bele a harctéri hatékonyság növelése érdekében. A Diehl új lánctalpaival a tank mozgékonyabb közúton és terepen is.
Az izraeli Elbit cég Explozív Reaktív páncélzata volt az egyik legnagyobb fejlesztés ami különleges megjelenést kölcsönöz az M-95-ös tanknak. Egy másik fejlesztés a Rafael–Samson távvezérelt lőállás egy 12.7mm-es nehéz géppuskával és egy 40mm-es gránátvetővel. Ez a lőállás a parancsnok különálló hőkamerájaként is funkcionál. További fejlesztéseket is terveznek, mint a Svájci RUAG Defence 120mm-es lövegét és egy további ECM-rendszert (Electronic Countermeasures, magyarul elektronikus ellentevékenység) LAHAT tankelhárító rakétákkal.

## Rendszeresítő országok
- Horvátország: A Horvát Hadsereg a legyártott tankokat raktárba helyezte, azok nem üzemelnek. Nem áll szándékukban a programot újraindítani.

## Fordítás
- Ez a szócikk részben vagy egészben  a   M-95 Degman című angol Wikipédia-szócikk fordításán alapul.  Az eredeti cikk szerkesztőit annak laptörténete sorolja fel. Ez a jelzés csupán a megfogalmazás eredetét és a szerzői jogokat jelzi, nem szolgál a cikkben szereplő információk forrásmegjelöléseként.